# NGC 6769
NGC 6769 (również PGC 63042) – galaktyka spiralna z poprzeczką (SBb/P), znajdująca się w gwiazdozbiorze Pawia. Odkrył ją John Herschel 11 sierpnia 1836 roku.
W galaktyce tej obserwowano dotąd dwie supernowe: SN 1997de oraz SN 2006ox.